# Vepriai-Krater
Koordinaten: 55° 5′ 0″ N, 24° 35′ 0″ O
Vepriai ist der größte Einschlagkrater in Litauen. Benannt ist er nach der Stadt Vepriai, die sich im Zentrum des Kraters befindet. Der Krater ist erodiert und von eiszeitlichen Ablagerungen bedeckt, deshalb ist er nicht sichtbar. Sein Durchmesser beträgt 8 km und sein Alter wird auf größer als 160 ± 10 Millionen Jahre geschätzt.